# Glenwood, Arkansas
Glenwood là một thành phố thuộc quận Pike, tiểu bang Arkansas, Hoa Kỳ. Năm 2010, dân số của thành phố này là 2228 người.

## Dân số
- Dân số năm 2000: 1751 người.
- Dân số năm 2010: 2228 người.